# Bedřich Linhart
Bedřich Linhart (9. dubna 1886 v Praze – 20. října 1944 v Praze) byl československý legionář a odbojář, nejstarší z bratrů Linhartových, přezdívaný "Polda".

## Život

### Dětství
Narodil se v rodině mlynářského Jana Linharta (1854–??) a matky Pavlíny Berty, rozené Jirkovské (1854–??). Měl šest sourozenců – tři bratry a tři sestry.

### V legiích
Byl příslušníkem československých legií v Rusku. V říjnu 1918 po sebevraždě plukovníka Josefa Jiřího Švece (Josef Švec se zastřelil ve štábním vagonu ve stanici Aksakovo-Belebej dne 25. října 1918 ve tři hodiny ráno. Příčinou Švecovy sebevraždy byl fakt, že mu jeho vyčerpaní podřízení vypověděli poslušnost a odmítli splnit rozkaz - vytlačit přesilu bolševiků z linie Buzuluk - Bugulma) se Bedřich Linhart utkal v pěstním souboji s Josefem Vodičkou. Vodička byl jedním z vůdců levicové opozice a sympatizoval s bolševiky. Demoralizoval stav bojové jednotky a nesouhlasil s nasazením legií proti bolševikům. Nepřímo tak Vodička zavinil smrt plukovníka Švece.

### Práce v odboji
Ve třicátých letech dvacátého století pracoval Bedřich Linhart ve funkci vrchního kriminálního inspektora zpravodajského oddělení československé protektorátní policie. V rámci své funkce a s vědomím odboje byl v roce 1939 přeložen do Petschkova paláce. Jako tlumočník v Petschkově paláci poskytoval v letech 1939 až 1941 československému odboji řadu cenných informací. Díky nim se podařilo zachránit mnoho osob před zatčením a mimo jiné například včas varovat vinohradskou redakci ilegálního časopisu V boj před zátahem gestapa. Je též známo, že Bedřich Linhart ukrýval ve svém vozidle a garáži nějaký čas ilegální vysílačku Sparta Ic. Další získávání zpráv z Petschkova paláce definitivně skončilo v červnu 1941, kdy byl (jako bývalý legionář) Bedřich Linhart penzionován.

## Zatčení...

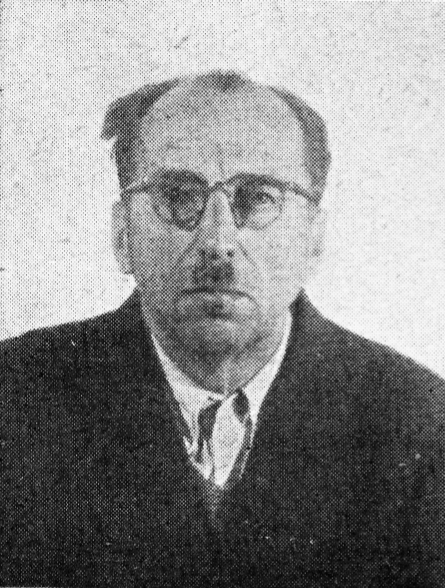
Vazební fotografie z Pankrácké věznice (rok 1944)

Bedřich Linhart byl zatčen gestapem v červenci 1942. Od léta 1942 do 20. října 1944 byl pak vězněn v Pankrácké věznici.
V pátek dne 20. října 1944 v 16:00 byl popraven v sekyrárně Pankrácké věznice v Praze.  Společně s ním byli téhož dne a prakticky ve stejnou hodinu (16:00) popraveni:
- MUC. Václav Rusý (vedoucí osobnost ilegální organizace ÚVODu v západních Čechách), [11]
- JUC. Vítězslav Dvořák (právní úředník na poštovním ředitelství v Praze, levicový odbojář, jedna z vůdčích osobností Ústředního vedení odboje domácího)[11]
- JUDr. Rudolf Mareš (představitel YMCA, člen ÚVODu a PVVZ)[11]
- a štábní kapitán Miroslav Šára (starší) (vedoucí odbojové skupiny KOS).[11]

## Dovětek
V roce 1951 se jeho "protivník" z ruských legií Josef Vodička stal členem ÚV KSČ. Ve funkci předsedy ÚV Svazu protifašistických bojovníků prosadil, aby z domu na Národní třídě v Praze byla odstraněna pamětní deska. Ta totiž obsahovala mezi jmény příslušníků československé policie, kteří zemřeli za války v boji proti nacismu i jméno jeho ruského "soka" - Bedřicha Linharta. Deska byla obnovena až po Sametové revoluci (po roce 1989).

## Pamětní deska rodině Linhartových

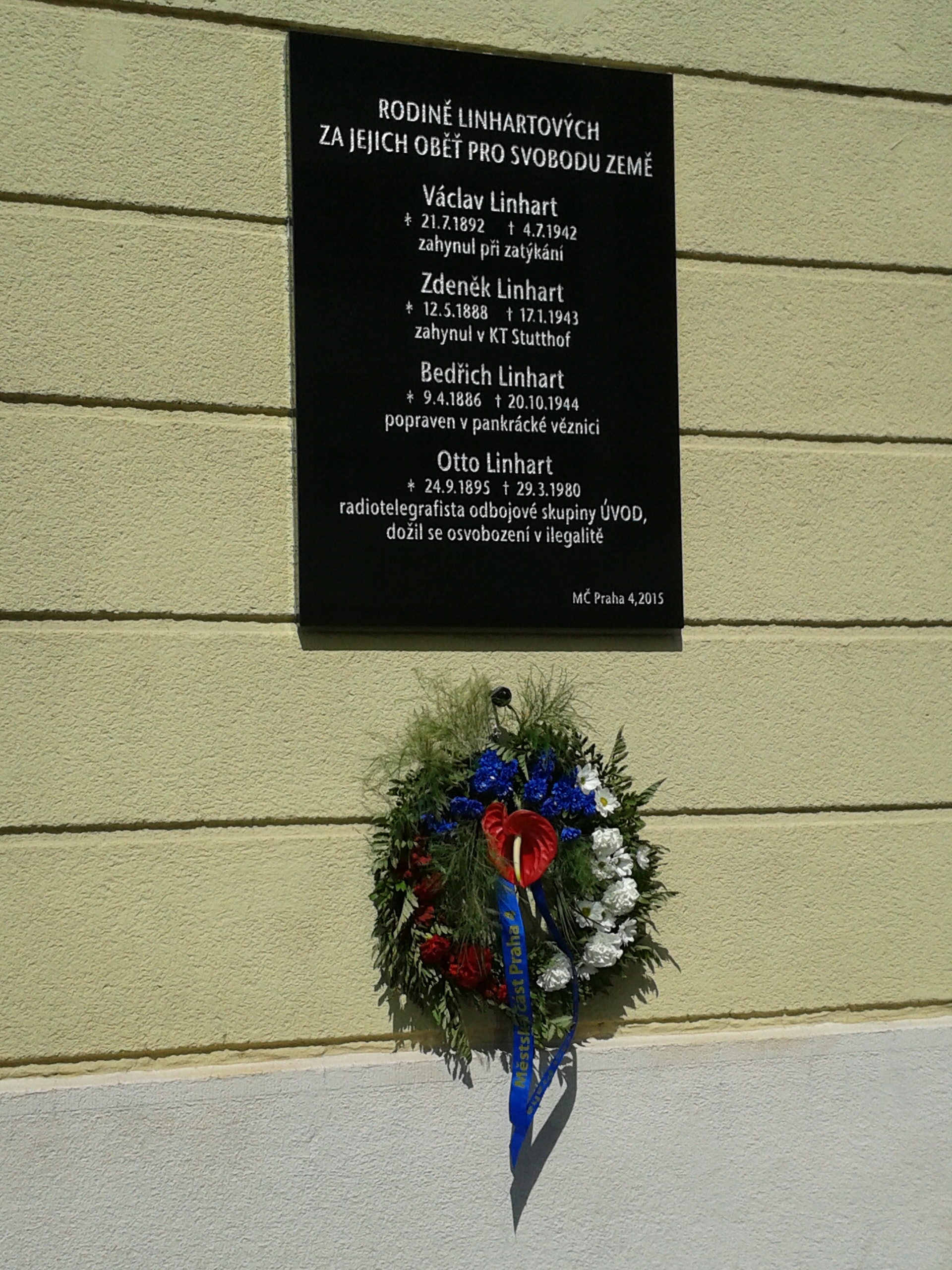
Pamětní deska bratrům Linhartovým

Na domě číslo popisné 1063 v ulici "Na Bitevní pláni" (orientační číslo 16; Praha 4, Nusle; nedaleko pražského Paláce kultury) odhalil dne 18. května 2015 (u příležitosti 70. výročí konce války) starosta městské části Praha 4 pamětní desku bratrům Linhartovým.   V tomto domě žil Otto Linhart, který se (spolu se svými bratry: Bedřichem, Zdeňkem a Václavem) aktivně podílel na nekomunistickém protifašistickém odboji. O provedení pamětní desky a o textu na ní rozhodlo druhé jednání komise "Rady pro kulturu, volný čas a náboženské společnosti" dne 19. února 2015. Jako materiál byla zvolena černá leštěná žula s vyrytým stříbrným písmem a následujícím textem:
           RODINĚ LINHARTOVÝCH

ZA JEJICH OBĚŤ PRO SVOBODU ZEMĚ 

         Václav Linhart

   * 21.7.1892    † 4.7.1942

       zahynul při zatýkání 

          Zdeněk Linhart 

   * 12.5.1888    † 17.1.1943 

       zahynul v KT Stutthof 

         Bedřich Linhart 

   * 9.4.1886    † 20.10.1944 

       zahynul v pankrácké věznici 

         Otto Linhart 

   * 24.9.1895    † 29.3.1980 

  radiotelegrafista odbojové skupiny ÚVOD, 

     dožil se osvobození v ilegalitě

MČ Praha 4, 2015

## Bratři Linhartové

Bratři Linhartové
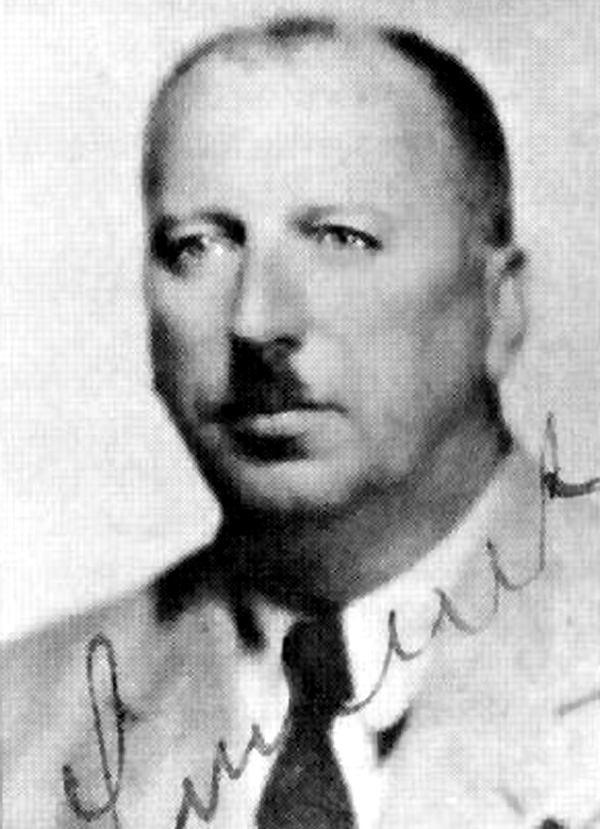
Bedřich Linhart (1886 – 1944)
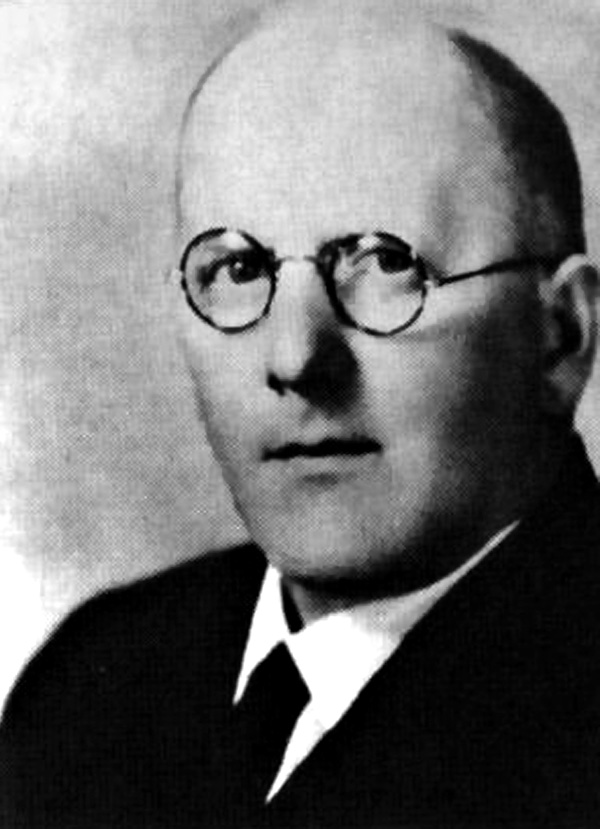
Zdeněk Linhart (1888 – 1943)
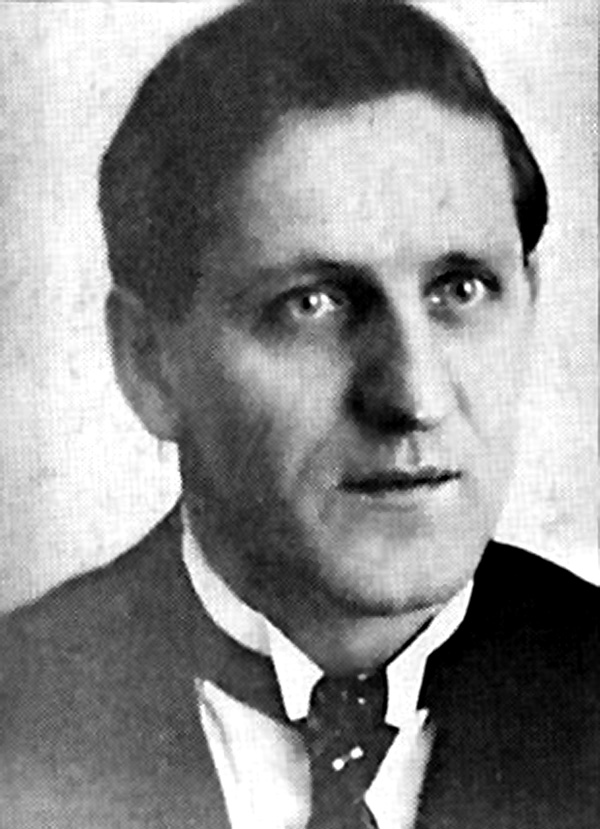
Václav Linhart (1892 – 1942)
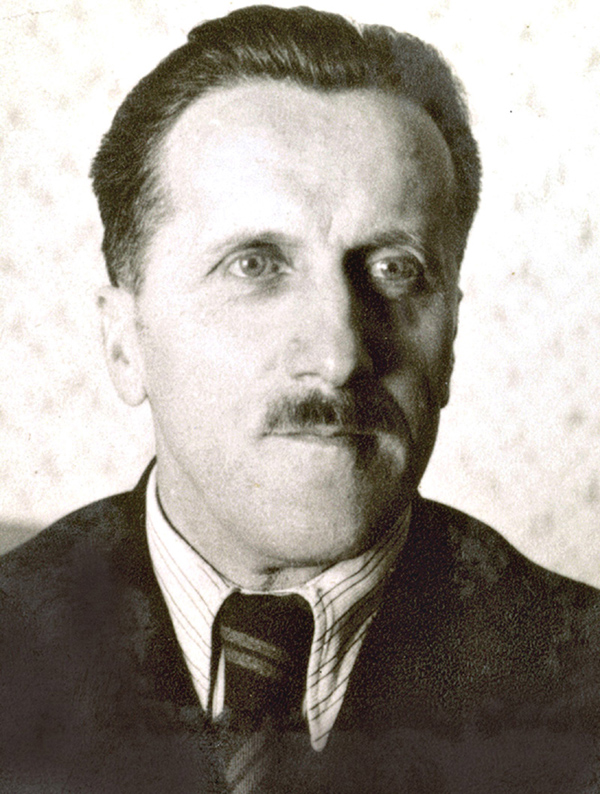
Otto Linhart (1895 – 1980)

## Místa odpočinku
Otto Linhart spolu se svojí chotí Boženou Linhartovou je pochován na pražském Nuselském hřbitově (Krčská ulice), ostatní členové rodiny Linhartů (Václav Linhart, Bedřich Linhart, Zdeněk Linhart) pak v hrobě rodiny Linhartů na Podolském hřbitově.

Místa odpočinku členů rodiny Linhartových
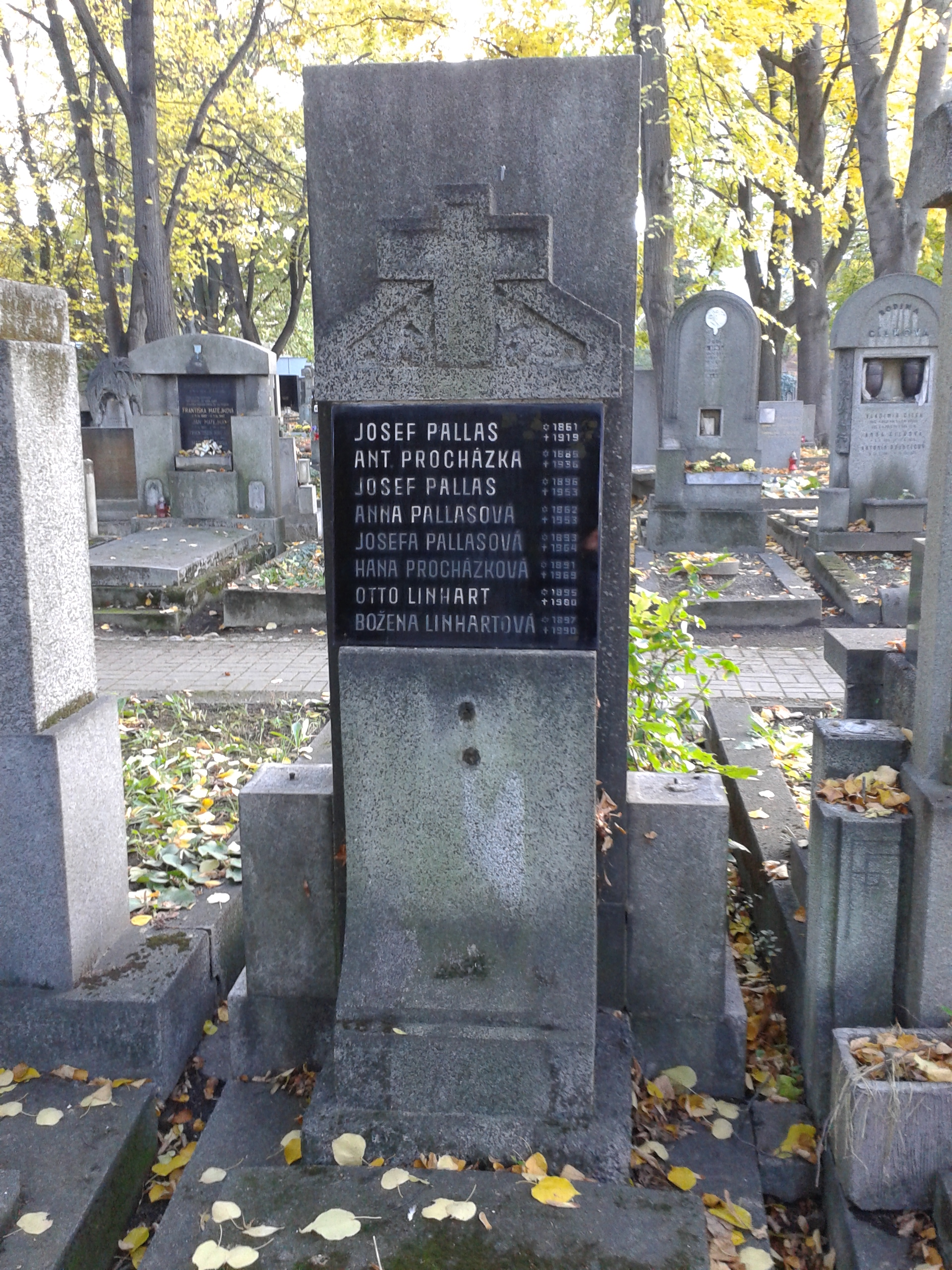
Nuselský hřbitov Otto Linhart a Božena Linhartová
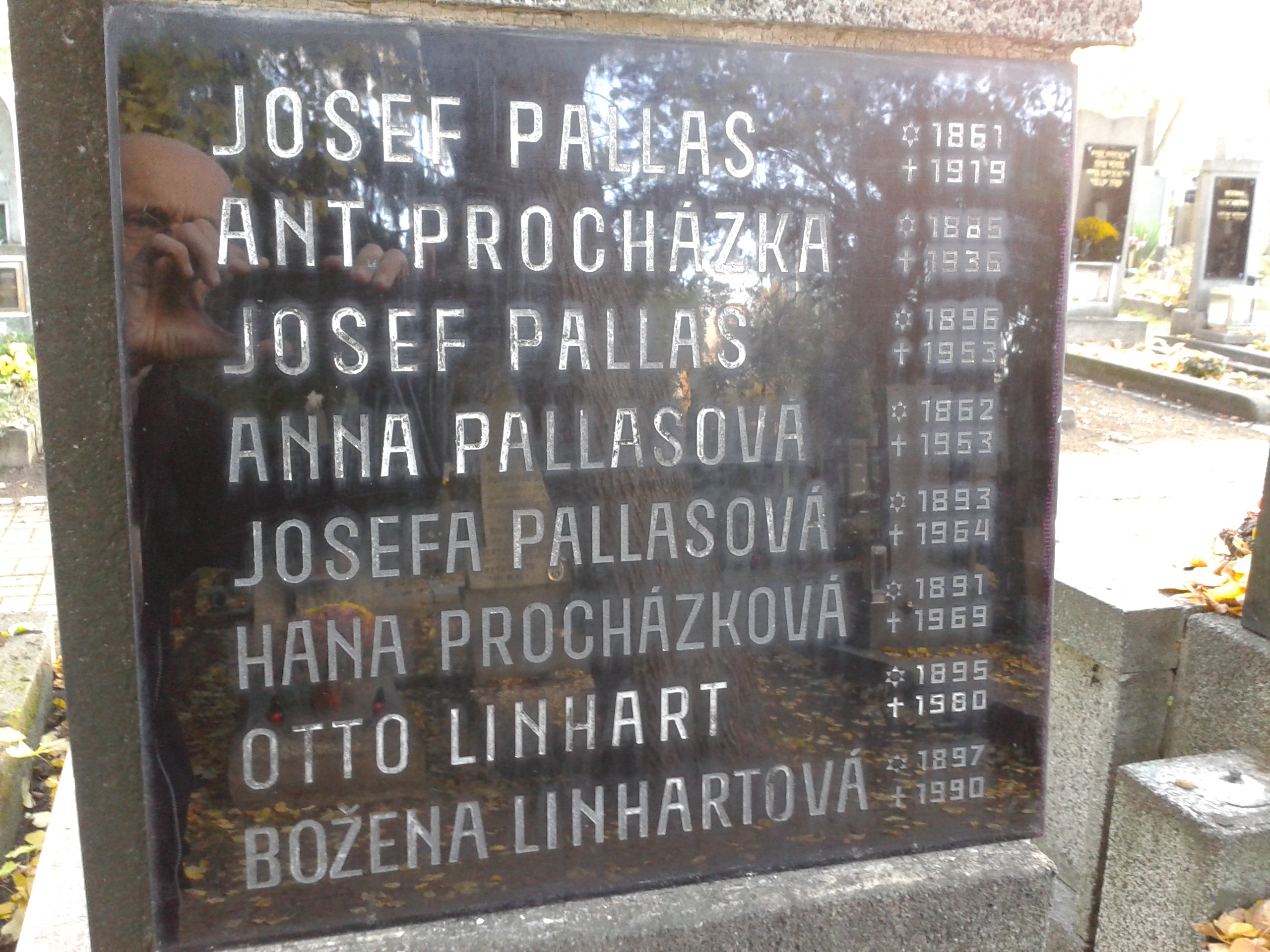
Nuselský hřbitov Otto a Božena Linhartová (detail desky)
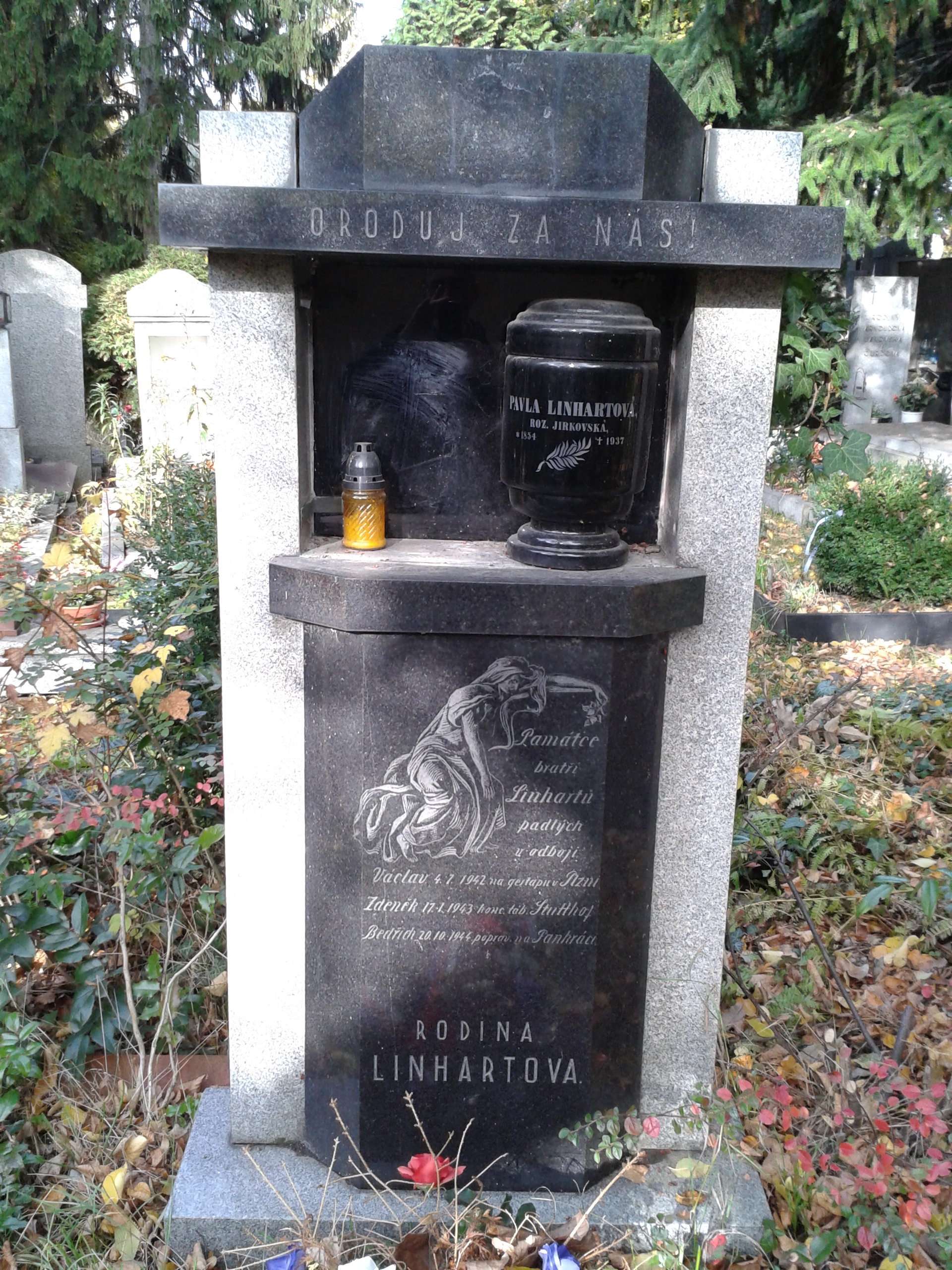
Podolský hřbitov Václav, Zdeněk a Bedřich Linhartovi
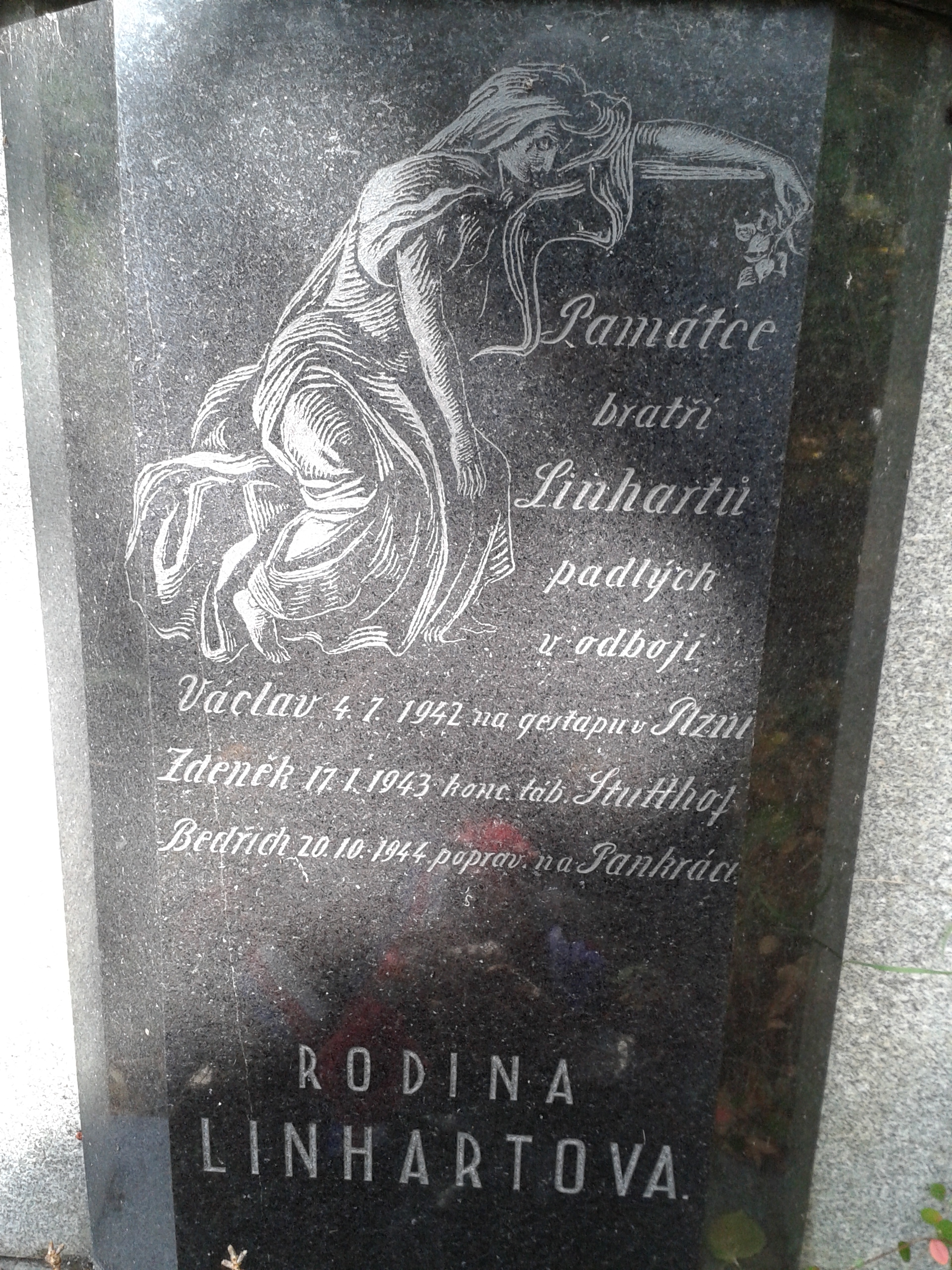
Podolský hřbitov Václav, Zdeněk a Bedřich Linhartovi (detail desky)